# Need for Speed: Porsche Unleashed
Need for Speed: Porsche Unleashed (também comercializado como Need for Speed: Porsche 2000 na Europa e no Brasil, e Need for Speed: Porsche na Alemanha e no restante da América do Sul) é um jogo eletrônico de corrida de 2000 desenvolvido pela EA Canada para PC e pela Eden Studios para PlayStation e publicado pela Electronic Arts. É parte da série Need for Speed. É o único jogo da série, até a data atual, a se centrar em uma única montadora.

## Descrição
Diferente de outros títulos de NFS, Porsche Unleashed gira em torno de carros esportivos do fabricante Porsche, com modelos de corrida e passeio, fabricados entre 1948 e 2000. O jogo é conhecido pela sua ampla informação sobre a marca Porsche e seus carros. Uma grande característica do jogo é a condução dos carros bem realista, bem como os sons, efeitos sonoros e gráficos muito bons.

## Modos de Jogo
- Evolution: O principal modo. O jogador começa com um Porsche 356 em nos anos 50, e ao ganhar dinheiro compra os carros de acordo com a época culminando nos modelos do último nível, no ano 2000.
- Factory Driver: O jogador é da equipe da Porsche e testa carros, os entrega, entre outros.

## Modelos
São mais de 80 modelos Porsche, variações dos modelos citados abaixo, de 1948 a 2000:
- Porsche 356
- Porsche 911
- Porsche 914
- Porsche 924
- Porsche 944
- Porsche 928
- Porsche 959
- Porsche 968
- Porsche Boxster
- Porsche 550
- Porsche 917
- Porsche 935 'moby dick'
- Porsche 911 (964)
- Porsche 911 (993)
- Porsche 911 (996)
- Porsche 911 GT1 (996)
- Porsche 911 GT2 (993)
- Porsche 911 GT3 (996)

## Pistas

### PC
No PC, as pistas são divididas em estradas abertas, como no primeiro jogo da série, e localizadas na Europa ocidental. Além disso, há cinco circuitos fechados, localizados em Monte Carlo (Mônaco).
- Normandie
- Côte d´ azur
- Corsica
- Pyrenees
- Schwarzwald
- Zone Industrielle
- Alps
- Autobahn
- Auvergne
- Monte Carlo 1
- Monte Carlo 2
- Monte Carlo 3
- Monte Carlo 4
- Monte Carlo 5

### PSX
Já no PS1, o jogo é baseado cinco cenários abertos, no qual se fecham circuitos para as corridas e mudam a aparência de acordo com os anos, no 'Evolution Mode':
- Alemanha
- França
- Estados Unidos
- Escócia
- Japão

O jogador pode andar livremente na metade de um desses lugares. Existem também três circuitos de corrida, no PS1. 